# Едмонд Адеми
Едмонд Адеми (на албански: Edmond Ademi; на македонска литературна норма: Едмонд Адеми) е северномакедонски политик от албански произход, министър без ресор, отговарящ за диаспората на Северна Македония от 1 юни 2017 г.

## Биография
Роден е на 29 юни 1975 г. в Тетово. Завършва Философския факултет на Скопския университет. Член е на СДСМ. От 2000 до 2002 г. е на работа в Националния демократически институт. В периода юни 2002 – октомври 2005 г. работи първоначално като помощник-говорител на Европейската агенция за реконструкци, а след това и като неин говорител. Между октомври 2005 и август 2006 г. е политически съветник на министъра на отбраната на Република Македония. В периода септември 2006 – март 2009 г. е специалист по медии и публична дипломация, а след това и асистент на двамата посланици на САЩ в Република Македония – Джилиян Милованович и Филип Рикер. От 2009 до 2011 г. е външен специалист за политическа комуникация на американската консултантска къща Пен, Шоен, Берланд от Вашингтон. Известно време работи като съветник на министъра на вътрешните работи Оливер Спасовски, а от 1 юни 2017 г. е министър без ресор, отговарящ за северномакедонската диаспора.